# Shank (film 2009)
Shank è un film del 2009 diretto da Simon Pearce e Christian Martin e prodotto dai filmmaker indipendenti Robert Shulevitz e Christian Martin.
Il film ha vinto un Audience award al Barcelona International Gay & Lesbian Film Festival del 2009, nonché il Emerging Talent Award nel cinema queer the Miami Gay and Lesbian Film Festival nel 2009.

## Trama
A Bristol, Cal è un diciannovenne segretamente gay membro di una gang la cui vita è fatta unicamente di droghe, sesso, atti di violenza casuali e il suo segreto che tiene nascosto ai suoi compagni. Un appuntamento online per del sesso con uno sconosciuto, Scott, finisce con lui che attacca e abbandona Scott in campagna. Questo lo soddisfa temporaneamente ma il giovane non riesce a smorzare i suoi desideri inespressi per il suo migliore amico, Jonno. Nessa, leader della gang che nutre odio verso tutti per aver perso un bambino all'età di 14 anni, sospetta che ci sia qualcosa tra loro ma non riesce a trovare alcuna prova al riguardo e decide così di creare rivalità tra i due giovani.
Senza motivo uno studente innocente, Olivier, cade vittima di uno dei suoi piani e viene rapinato per suo ordini dalla banda. Cal interviene trattenendo i membri della gang e creando una distrazione che consente a Olivier di scappare. Ignorando le grida di disprezzo di Nessa, Cal insegue il ragazzo e gli offre un passaggio per scusarsi. Spaventato per la possibile punizione di Nessa per le sue azioni, Cal chiede ad Olivier di aiutarlo e il giovane permette a Cal di restare con lui per alcuni giorni. Agendo sulla propria attrazione per Cal, Olivier lo seduce e, nel farlo, espone Cal a nuove emozioni ed una dolcezza che non ha mai provato prima.
Mentre la relazione tra i due ragazzi progredisce, Olivier viene avvertito da Scott, che sembra essere uno dei suoi professori, di diffidare di Cal. Scott dà a Olivier il suo numero di telefono e dice ad Olivier di contattarlo se avrà mai bisogno di aiuto. Nessa, furiosa per la slealtà di Cal nei confronti della gang, inizia a dargli la caccia intenzionata a distruggerlo una volta per tutte. Insieme ai membri della gang rapisce Olivier e, tramite dei videomessaggi con il suo cellulare, invita Cal a venire a salvare il suo ragazzo. Giunto alla fabbrica abbandonata dove lo stanno tutti aspettando, Cal rivela di essere ugualmente disperato per la morte del bambino di Nessa, del quale rivela essere il padre. Nel frattempo, Jonno e gli altri membri della gang iniziano a distruggere la macchina di Cal. Jonno, furioso, violenta Cal lasciando tutti i presenti traumatizzati. Scossa da quello a cui ha assistito, Nessa si rende conto che ora non sarà mai in grado di rompere il legame tra Cal e Olivier e se ne fugge via con gli altri membri della gang. Olivier quindi contatta Scott per chiedergli aiuto. L'uomo li salva e si prende cura delle ferite di Cal.
Alla fine del film, Cal manda a Scott un video dell'uomo picchiato nelle scene iniziali del film, con il messaggio "Mi dispiace". Quell'uomo si rivela essere il marito di Scott (entrambi indossavano fedi nuziali) che è ancora in coma all'ospedale. Cal butta via il telefono, prima di salire su un treno con Olivier, recidendo l'ultimo legame rimasto con la gang e la sua vecchia vita.

## Distribuzione
Shank è stato distribuito il 14 aprile 2009 nel Regno Unito. È stato distribuito negli Stati Uniti nel maggio 2009 al Miami Gay and Lesbian Film Festival. L'uscita del DVD è avvenuta l'8 dicembre 2009.

### Critica
Alla data del 21 giugno 2020, il film ha un punteggio di approvazione del 60% sul sito web Rotten Tomatoes, basato su cinque recensioni con una valutazione media di 5,9 su 10.

## Sequel
Il film ha avuto un sequel, Cal, nel 2013.

## Riconoscimenti
- 2009 - Barcelona International Gay & Lesbian Film Festival[7]
  - Audience Award per il miglior film
- 2009 - Miami Gay and Lesbian Film Festival[3][7]
  - Miglior talento emergente nel Queer Cinema
- 2009 - Outflix Film Festival[7]
  - Premio della Giuria per il Miglior film straniero
- 2010 - FilmOut San Diego[7]
  - Miglior sceneggiatura